# Amir (Algieria)
Amir (arab. عمير; fr. Amieur)  – jedna z 53 gmin w prowincji Tilimsan, w Algierii, znajdująca się w północno-wschodniej części prowincji, około 18 km na zachód od Tilimsan. W 2008 roku gminę zamieszkiwało 13150 osób. Numer statystyczny gminy w Office National des Statistiques d'Algérie to 1314.